# Гаральд Вілімський
Гаральд Вілімський (нім. Harald Vilimsky; нар. 22 липня 1966, Відень) — австрійський політик, депутат Європейського парламенту з 2014. Є одним з лідерів Партії свободи.
Закінчив Вищу школу економіки (1986) і продовжив дослідження у галузі зв'язків з громадськістю в Університеті Відня (1990). У 1990–1991 він працював представником одного з інститутів державного управління, потім займався громадською діяльністю в Австрійській партії свободи. Він був прес-секретарем парламентської фракції і радником її столичного клубу. У 2004–2006 він був секретарем організації партії у Відні, а у 2006 році він був призначений на посаду генерального секретаря на федеральному рівні.
У 2001–2005 він входив до ради району Маріагільф. У 2005 році він уперше став членом Федеральної ради, очолював групу міжпарламентських зв'язків з Україною